# Agjencia e Statistikave të Kosovës
Die Agjencia e Statistikave të Kosovës, kurz auch ASK (Deutsch: Kosovarische Statistikbehörde)  ist das nationale Statistikamt des Kosovo. 
Es wurde offiziell 1948 gegründet und 1999 reformiert. Nach der Unabhängigkeitserklärung des Kosovo im Jahr 2008 organisierte die ASK 2011 die erste Volkszählung des Kosovo. Das Statistikamt wird von internationalen Organisationen und statistischen Agenturen wie der OSZE und den Vereinten Nationen unterstützt. Seit 2011 ist es dem Büro des kosovarischen Premierministers angegliedert.